# Johannes Rauch
Johannes Rauch (ur. 24 kwietnia 1959 w Rankweil) – austriacki polityk, samorządowiec i pracownik socjalny, minister w rządzie Vorarlbergu, w latach 2022–2025 minister w rządzie federalnym.

## Życiorys
Pracował początkowo m.in. jako urzędnik w banku oraz w parafii w rodzinnej miejscowości. W latach 1983–1987 kształcił się w Akademie für Sozialarbeit Vorarlberg w Bregencji. Od 1986 był zatrudniony jako pracownik socjalny, a od 1997 do 2004 w działającym w powiecie Feldkirch stowarzyszeniu Arbeitsinitiative für den Bezirk Feldkirch.
Od połowy lat 80. działacz Zielonych. W latach 1990–2010 był członkiem rady gminy Rankweil. W 1997 dołączył do zarządu swojej partii w Vorarlbergu, objął stanowisko rzecznika Zielonych w tym kraju związkowym. W 2000 zasiadł w landtagu, w latach 2004–2014 przewodniczył frakcji poselskiej partii. Od października 2014 do marca 2022 był członkiem rządu Vorarlbergu. Odpowiadał m.in. za kwestie związane z ochroną środowiska i klimatu.
W marcu 2022 powołany na urząd ministra spraw społecznych, zdrowia, pielęgniarstwa i konsumentów w federalnym rządzie Karla Nehammera; zastąpił na tej funkcji Wolfganga Mücksteina. Funkcję tę pełnił do marca 2025.